# 鳩山由紀夫内閣
鳩山由紀夫内閣（はとやまゆきおないかく）は、衆議院議員、民主党代表の鳩山由紀夫が第93代内閣総理大臣に任命され、2009年（平成21年）9月16日から2010年（平成22年）6月8日まで続いた日本の内閣。
第45回衆議院議員総選挙において民主党の圧勝を受け、民主党、社会民主党、国民新党の3党連立内閣（民社国連立政権）として成立した。非自民・非共産連立政権の誕生は1994年の羽田内閣以来15年ぶりの出来事であったが、1993年の細川内閣、翌年の羽田内閣とも非自民・非共産内閣ではあったが比較第一党は自由民主党であった。

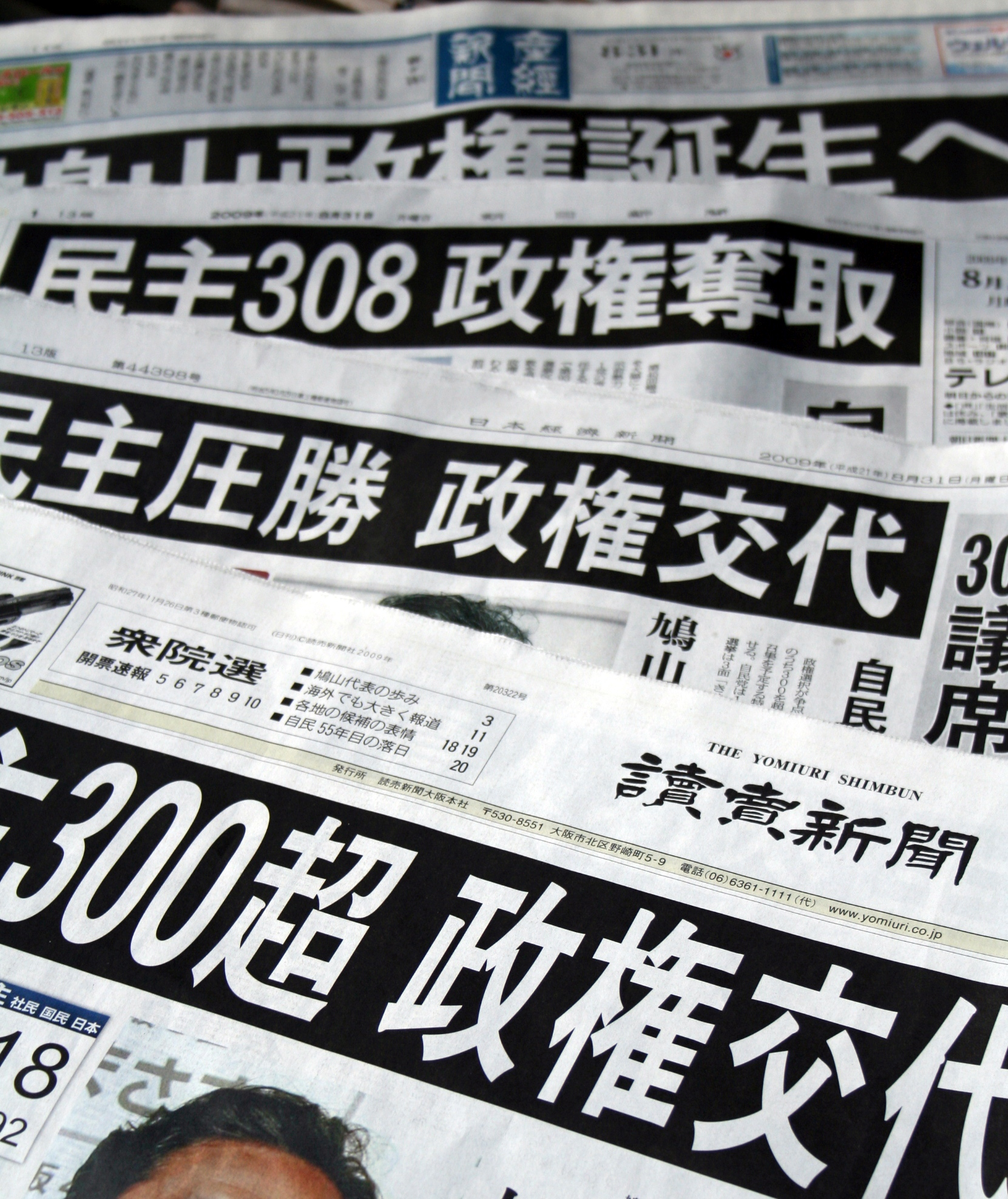
政権交代を報じる新聞

## 内閣の顔ぶれ・人事
所属政党・出身:
  民主党　  社会民主党　   国民新党
  中央省庁・民間

### 国務大臣
2009年（平成21年）9月16日任命。在職日数266日。 
| 職名                                                                      | 氏名                                               | 氏名                                               | 出身等                                             | 特命事項等                                                                   | 備考                                      |
| ------------------------------------------------------------------------- | -------------------------------------------------- | -------------------------------------------------- | -------------------------------------------------- | ---------------------------------------------------------------------------- | ----------------------------------------- |
| 内閣総理大臣                                                              | 鳩山由紀夫                                         |                                                    | 衆議院 民主党 （鳩山G）                            |                                                                              | 民主党代表 初入閣                         |
| 副総理 内閣府特命担当大臣 （経済財政政策）                                | 菅直人                                             |                                                    | 衆議院 民主党 （菅G）                              | 国家戦略担当 （2010年1月7日免） 内閣総理大臣臨時代理 就任順位第1位（副総理） | 再入閣                                    |
| 総務大臣 内閣府特命担当大臣 （地域主権推進）                              | 原口一博                                           |                                                    | 衆議院 民主党 （羽田G）                            |                                                                              | 初入閣                                    |
| 法務大臣                                                                  | 千葉景子                                           |                                                    | 参議院 民主党 （横路G）                            | 内閣総理大臣臨時代理 就任順位第5位→第4位                                     | 初入閣                                    |
| 外務大臣                                                                  | 岡田克也                                           |                                                    | 衆議院 民主党 （無派閥）                           |                                                                              | 初入閣                                    |
| 財務大臣                                                                  | 藤井裕久                                           |                                                    | 衆議院 民主党 （小沢G）                            | 内閣総理大臣臨時代理 就任順位第4位                                           | 再入閣 2010年1月7日免                     |
| 財務大臣                                                                  | 菅直人                                             |                                                    | 衆議院 民主党 （菅G）                              | 内閣総理大臣臨時代理 就任順位第1位（副総理）                                 | 2010年1月7日任                            |
| 文部科学大臣                                                              | 川端達夫                                           |                                                    | 衆議院 民主党 （川端G） （鳩山G）                  | 国立国会図書館 連絡調整委員会委員 内閣総理大臣臨時代理 就任順位－→第5位      | 初入閣                                    |
| 厚生労働大臣                                                              | 長妻昭                                             |                                                    | 衆議院 民主党 （無派閥）                           | 年金改革担当                                                                 | 初入閣                                    |
| 農林水産大臣                                                              | 赤松広隆                                           |                                                    | 衆議院 民主党 （横路G）                            |                                                                              | 初入閣                                    |
| 経済産業大臣                                                              | 直嶋正行                                           |                                                    | 参議院 民主党 （川端G） （鳩山G）                  |                                                                              | 初入閣                                    |
| 国土交通大臣 内閣府特命担当大臣 （沖縄及び北方対策）                      | 前原誠司                                           |                                                    | 衆議院 民主党 （前原G）                            |                                                                              | 初入閣                                    |
| 環境大臣                                                                  | 小沢鋭仁                                           |                                                    | 衆議院 民主党 （鳩山G）                            |                                                                              | 初入閣                                    |
| 防衛大臣                                                                  | 北澤俊美                                           |                                                    | 参議院 民主党 （羽田G）                            |                                                                              | 初入閣                                    |
| 内閣官房長官                                                              | 平野博文                                           |                                                    | 衆議院 民主党 （鳩山G）                            | 内閣総理大臣臨時代理 就任順位第2位                                           | 初入閣                                    |
| 国家公安委員会委員長                                                      | 中井洽                                             |                                                    | 衆議院 民主党 （小沢G） （川端G）                  | 拉致問題担当 内閣総理大臣臨時代理 就任順位第3位                              | 再入閣                                    |
| 内閣府特命担当大臣 （金融）                                               | 亀井静香                                           |                                                    | 衆議院 国民新党                                    | 郵政改革担当                                                                 | 国民新党代表 再入閣                       |
| 内閣府特命担当大臣 （消費者及び食品安全） （少子化対策） （男女共同参画） | 福島瑞穂                                           |                                                    | 参議院 社会民主党                                  |                                                                              | 社会民主党党首 初入閣 2010年5月28日免     |
| 内閣府特命担当大臣 （消費者及び食品安全） （少子化対策） （男女共同参画） | 平野博文                                           |                                                    | 衆議院 民主党 （鳩山G）                            | 内閣総理大臣臨時代理 就任順位第2位                                           | 事務代理 2010年5月28日任 内閣官房長官兼任 |
| 内閣府特命担当大臣 （行政刷新）                                           | 仙谷由人                                           |                                                    | 衆議院 民主党 （前原G）                            | 公務員制度改革担当 国家戦略担当 （2010年1月7日任）                           | 初入閣 2010年2月10日免                    |
| 内閣府特命担当大臣 （行政刷新）                                           | 枝野幸男                                           |                                                    | 衆議院 民主党 （前原G） （菅G）                    |                                                                              | 初入閣 2010年2月10日任                    |
| 内閣府特命担当大臣 （科学技術政策）                                       | 菅直人                                             |                                                    | 衆議院 民主党 （菅G）                              | 内閣総理大臣臨時代理 就任順位第1位（副総理）                                 | 2010年1月7日免                            |
| 内閣府特命担当大臣 （科学技術政策）                                       | 川端達夫                                           |                                                    | 衆議院 民主党 （川端G） （鳩山G）                  | 内閣総理大臣臨時代理 （就任順位－→）第5位                                    | 2010年1月7日任                            |
| 内閣府特命担当大臣 （防災）                                               | 前原誠司                                           |                                                    | 衆議院 民主党 （前原G）                            |                                                                              | 2010年1月12日免                           |
| 内閣府特命担当大臣 （防災）                                               | 中井洽                                             |                                                    | 衆議院 民主党 （小沢G） （川端G）                  |                                                                              | 2010年1月12日任                           |
| 内閣府特命担当大臣 （「新しい公共」）                                     | （内閣府特命担当大臣（「新しい公共」担当）未設置） | （内閣府特命担当大臣（「新しい公共」担当）未設置） | （内閣府特命担当大臣（「新しい公共」担当）未設置） | （内閣府特命担当大臣（「新しい公共」担当）未設置）                           | 2010年2月10日設置                         |
| 内閣府特命担当大臣 （「新しい公共」）                                     | 仙谷由人                                           |                                                    | 衆議院 民主党 （前原G）                            | 公務員制度改革担当 国家戦略担当                                              | 2010年2月10日任                           |

### 内閣官房副長官・内閣法制局長官
2009年（平成21年）9月16日任命。
| 職名           | 氏名       | 氏名 | 出身等                  | 特命事項等 | 備考            |
| -------------- | ---------- | ---- | ----------------------- | ---------- | --------------- |
| 内閣官房副長官 | 松野頼久   |      | 衆議院 民主党 （鳩山G） | 政務担当   |                 |
| 内閣官房副長官 | 松井孝治   |      | 参議院 民主党 （前原G） | 政務担当   |                 |
| 内閣官房副長官 | 瀧野欣彌   |      | 総務省                  | 事務担当   |                 |
| 内閣法制局長官 | 宮﨑礼壹   |      | 法務省                  |            | 2010年1月15日免 |
| 内閣法制局長官 | 梶田信一郎 |      | 総務省                  |            | 2010年1月15日任 |

### 副大臣
2009年（平成21年）9月18日任命。
| 職名           | 氏名       | 出身                           | 備考            |
| -------------- | ---------- | ------------------------------ | --------------- |
| 内閣府副大臣   | 大島敦     | 衆議院／民主党（鳩山G）        |                 |
| 内閣府副大臣   | 古川元久   | 衆議院／民主党（前原G）        |                 |
| 内閣府副大臣   | 大塚耕平   | 参議院／民主党（無派閥）       |                 |
| 総務副大臣     | 渡辺周     | 衆議院／民主党（前原G）        |                 |
| 総務副大臣     | 内藤正光   | 参議院／民主党（菅G）          |                 |
| 法務副大臣     | 加藤公一   | 衆議院／民主党（菅G）          |                 |
| 外務副大臣     | 武正公一   | 衆議院／民主党（野田G・小沢G） |                 |
| 外務副大臣     | 福山哲郎   | 参議院／民主党（前原G）        |                 |
| 財務副大臣     | 野田佳彦   | 衆議院／民主党（野田G）        |                 |
| 財務副大臣     | 峰崎直樹   | 参議院／民主党（横路G）        |                 |
| 文部科学副大臣 | 中川正春   | 衆議院／民主党（羽田G）        |                 |
| 文部科学副大臣 | 鈴木寛     | 参議院／民主党（鳩山G・前原G） |                 |
| 厚生労働副大臣 | 細川律夫   | 衆議院／民主党（菅G）          |                 |
| 厚生労働副大臣 | 長浜博行   | 参議院／民主党（野田G）        |                 |
| 農林水産副大臣 | 山田正彦   | 衆議院／民主党（小沢G）        |                 |
| 農林水産副大臣 | 郡司彰     | 参議院／民主党（横路G）        |                 |
| 経済産業副大臣 | 増子輝彦   | 参議院／民主党（羽田G）        |                 |
| 経済産業副大臣 | 松下忠洋   | 衆議院／国民新党               |                 |
| 国土交通副大臣 | 辻元清美   | 衆議院／社会民主党             | 2010年5月31日免 |
| 国土交通副大臣 | 馬淵澄夫   | 衆議院／民主党（無派閥）       |                 |
| 環境副大臣     | 田島一成   | 衆議院／民主党（前原G）        |                 |
| 防衛副大臣     | 榛葉賀津也 | 参議院／民主党（鳩山G）        |                 |

### 大臣政務官
2009年（平成21年）9月18日任命。
| 職名               | 氏名       | 出身                           | 備考 |
| ------------------ | ---------- | ------------------------------ | ---- |
| 内閣府大臣政務官   | 泉健太     | 衆議院／民主党（前原G）        |      |
| 内閣府大臣政務官   | 田村謙治   | 衆議院／民主党（菅G）          |      |
| 内閣府大臣政務官   | 津村啓介   | 衆議院／民主党（菅G・前原G）   |      |
| 総務大臣政務官     | 小川淳也   | 衆議院／民主党（前原G）        |      |
| 総務大臣政務官     | 階猛       | 衆議院／民主党（小沢G）        |      |
| 総務大臣政務官     | 長谷川憲正 | 参議院／国民新党               |      |
| 法務大臣政務官     | 中村哲治   | 参議院／民主党（前原G）        |      |
| 外務大臣政務官     | 吉良州司   | 衆議院／民主党（小沢G）        |      |
| 外務大臣政務官     | 西村智奈美 | 衆議院／民主党（菅G）          |      |
| 財務大臣政務官     | 大串博志   | 衆議院／民主党（野田G）        |      |
| 財務大臣政務官     | 古本伸一郎 | 衆議院／民主党（川端G・鳩山G） |      |
| 文部科学大臣政務官 | 後藤斎     | 衆議院／民主党（羽田G）        |      |
| 文部科学大臣政務官 | 高井美穂   | 衆議院／民主党（前原G・菅G）   |      |
| 厚生労働大臣政務官 | 山井和則   | 衆議院／民主党（前原G・菅G）   |      |
| 厚生労働大臣政務官 | 足立信也   | 参議院／民主党（無派閥）       |      |
| 農林水産大臣政務官 | 佐々木隆博 | 衆議院／民主党（横路G）        |      |
| 農林水産大臣政務官 | 舟山康江   | 参議院／民主党（菅G）          |      |
| 経済産業大臣政務官 | 近藤洋介   | 衆議院／民主党（野田G）        |      |
| 経済産業大臣政務官 | 高橋千秋   | 参議院／民主党（鳩山G）        |      |
| 国土交通大臣政務官 | 長安豊     | 衆議院／民主党（前原G）        |      |
| 国土交通大臣政務官 | 三日月大造 | 衆議院／民主党（川端G）        |      |
| 国土交通大臣政務官 | 藤本祐司   | 参議院／民主党（野田G）        |      |
| 環境大臣政務官     | 大谷信盛   | 衆議院／民主党（無派閥）       |      |
| 防衛大臣政務官     | 楠田大蔵   | 衆議院／民主党（羽田G・野田G） |      |
| 防衛大臣政務官     | 長島昭久   | 衆議院／民主党（野田G・菅G）   |      |

### 内閣総理大臣補佐官
2009年（平成21年）9月16日任命。
| 職名               | 氏名     | 出身                    | 担当等                               | 備考             |
| ------------------ | -------- | ----------------------- | ------------------------------------ | ---------------- |
| 内閣総理大臣補佐官 | 中山義活 | 衆議院／民主党（鳩山G） | 中小企業対策、地域活性化対策担当     |                  |
| 内閣総理大臣補佐官 | 荒井聰   | 衆議院／民主党（菅G）   | 国家戦略担当                         | 2009年10月23日任 |
| 内閣総理大臣補佐官 | 小川勝也 | 参議院／民主党（鳩山G） | 農山漁村地域活性化担当               | 2009年12月4日任  |
| 内閣総理大臣補佐官 | 逢坂誠二 | 衆議院／民主党（菅G）   | 地域主権、地域活性化及び地方行政担当 | 2009年12月4日任  |

## 勢力早見表
※ 内閣発足当初（前内閣の事務引継は除く）。
※ 内閣官房副長官（政務）は副大臣に含む。
| 名称       | 国務大臣 | 副大臣 | 政務官 | 補佐官 | その他                 |
| ---------- | -------- | ------ | ------ | ------ | ---------------------- |
| 民主党     | 16       | 22     | 24     | 2      | 衆議院議長、参議院議長 |
| 国民新党   | 1        | 1      | 1      | 0      |                        |
| 社会民主党 | 1        | 1      | 0      | 0      |                        |
|            | 18       | 24     | 25     | 2      |                        |

- 組閣時の平均年齢：60.7歳
- 最年長：77歳（藤井裕久）→73歳（亀井静香）
- 最年少：47歳（前原誠司）→45歳（枝野幸男）

### 首班指名投票
第172国会
2009年（平成21年）9月16日
- 衆議院[2]

鳩山由紀夫（民主党）-327票、若林正俊（自由民主党）-119票、山口那津男（公明党）-21票、志位和夫（日本共産党）-9票、平沼赳夫（無所属）-4票
- 参議院[3]

鳩山由紀夫（民主党）-124票、若林正俊（自由民主党）-84票、山口那津男（公明党）-21票、志位和夫（日本共産党）-7票、白票-1票

## 内閣の動き

### 発足

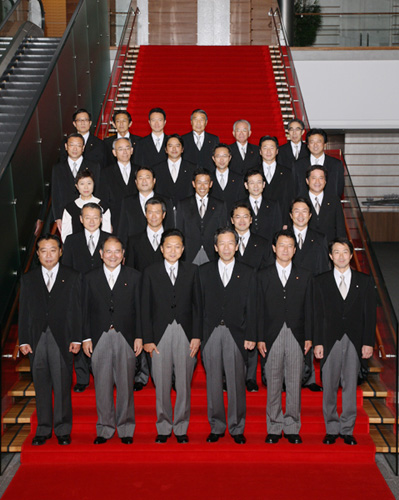
副大臣の記念撮影

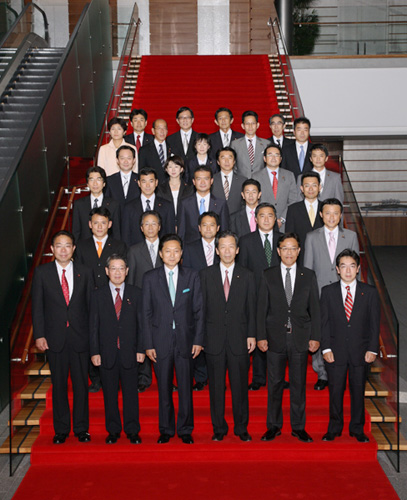
大臣政務官の記念撮影

2009年（平成21年）8月30日、第45回衆議院議員総選挙が行われ、民主党が総議席の3分の2に迫る308議席獲得と圧勝した。さかのぼって8月14日、民主党・社会民主党・国民新党の3党は「衆議院選挙に当たっての共通政策」を発表していたが、総選挙の結果を受けて9月9日に3党の党首会談が行われ、10項目の政策分野について意見を擦り合わせ、連立政権の樹立が合意された。これは、民主党は参議院において過半数の議席を有していないため、安定した政権運営のためには2党との連立が欠かせなかったことによる。
9月16日、民主党代表の鳩山由紀夫が国会において首班指名を受け、同日、鳩山内閣が発足した。従前の内閣においては組閣当日に新閣僚が呼び込まれてポストを告げられることが常であったが、今回の組閣では前日までに閣僚人事が内定され、新閣僚予定者にポストが内示された。これは政策決定を内閣へ一元化する政権方針の一環であり、新大臣に副大臣の人選を委ねるためである。また閣僚名簿の発表後に行われてきた新閣僚の就任記者会見は「官僚主導の象徴」であるとして閣議後に行なった。

### 実績
脱官僚・政治主導を掲げ、国家戦略室と行政刷新会議を設置した。衆議院選挙で民主党は、子ども手当、高速道路の無料化などを政権公約に掲げていたが、財源の問題もあり不完全にしか実施されなかった。ほかに、事業仕分け、高等学校授業料無償化などが実施された。政策の決定には民主党幹事長の小沢一郎が強い影響力を行使していたとみられている。
初閣議では「国家戦略室」（法制化後に国家戦略局へ格上げする予定）の設置が鳩山から指示され、続く閣僚懇談会では事務次官等会議の廃止と政府の公式見解の発表を政務三役（大臣・副大臣・政務官）に限る原則が確認され、「脱官僚依存」をアピールする形で内閣がスタートした。9月18日には国家戦略室と並ぶ新政権の目玉として行政刷新会議の設置が閣議決定された。組閣直後の報道各社の世論調査では支持率が各社軒並み70%を超え、歴代2位もしくは3位となる高水準となった。
新機軸として、国家戦略室、行政刷新会議を担当する国務大臣ポストが新設された。また、国家戦略担当大臣たる菅直人が内閣総理大臣臨時代理の第1順位に指定され、副総理の肩書きが与えられた。副総理が設置されるのは第1次橋本内閣の久保亘（社民党）以来。なお、首相官邸には副総理執務室が用意されているが、官邸が竣工してから今まで一度も副総理が置かれなかったため、今回初めて使用されることになった。社民党・国民新党からそれぞれ党首（福島瑞穂、亀井靜香）が入閣、その他の閣僚ポストは民主党によって占められ、麻生内閣に引き続いて民間からの入閣はなかった。
なお、民主党が衆議院選挙前の野党時に「組閣」した第五次鳩山由紀夫「次の内閣」から実際に同じ役職に就いたのは21名中3名であった。また、2005年（平成17年）のマニフェストに謳われた「政権発足直後の混乱を回避するため、主要閣僚などを事前に決定したチームを作る」という構想は小沢一郎の意向を受けて頓挫した。

### 退陣

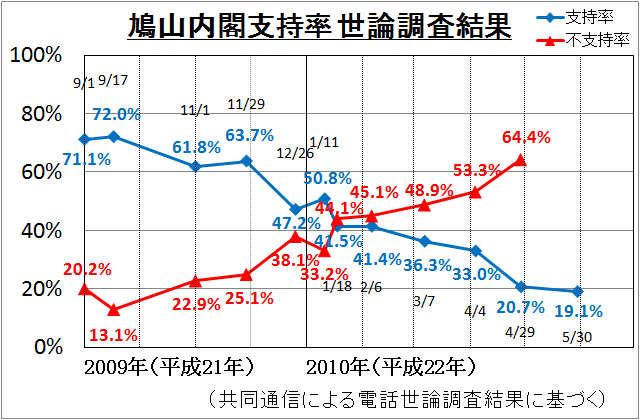
共同通信による電話世論調査の支持率推移

内閣発足当初、支持率は70%を超えていたが、鳩山自身や小沢一郎の「政治とカネ」の問題・普天間基地移設問題を巡る混乱もあり支持率は急降下した。
普天間基地移設問題では、自民党政権時代の日米合意を覆し、基地の県外移設を追求したが実現できず、ほぼ原案に近い状態で決着させようとした。この対応は社民党の連立離脱を招き、民主党内では鳩山への退陣要求（鳩山おろし）が起こった。

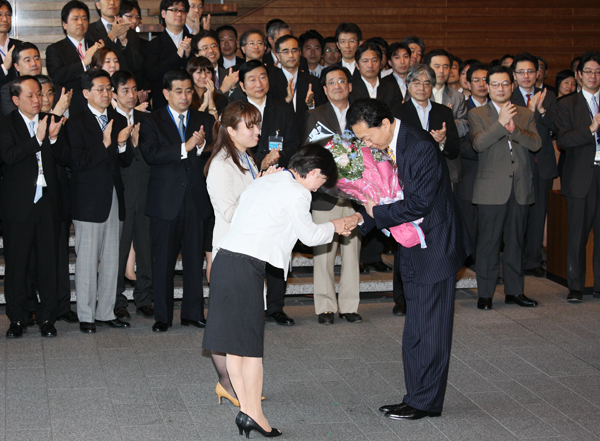
内閣総辞職に際して花束を贈呈される内閣総理大臣の鳩山

鳩山内閣は2010年（平成22年）6月4日に内閣総辞職し、同時に小沢一郎を幹事長から退任させた。後任には民主党の新代表となった菅直人が指名された。認証式が遅れたため鳩山内閣は職務執行内閣として6月8日まで存続した。鳩山内閣は政権交代から9か月弱で退陣に追い込まれた。在任期間は266日間で、2018年（平成30年）現在戦後に成立した内閣としては東久邇宮内閣（54日間）、羽田内閣（64日間）、石橋内閣（65日間）、宇野内閣（69日間）、芦田内閣（220日間）、幣原内閣（226日間）、細川内閣（263日間）に次ぐ8番目の短命内閣である。